# Азанколь
Азанколь (иногда Азанкуль) — озеро, находящееся на юге Западно-Сибирской равнины. Расположено у села Белоглазово, на территории Белоглазовского сельского поселения в Тюкалинском районе Омской области.

## Описание

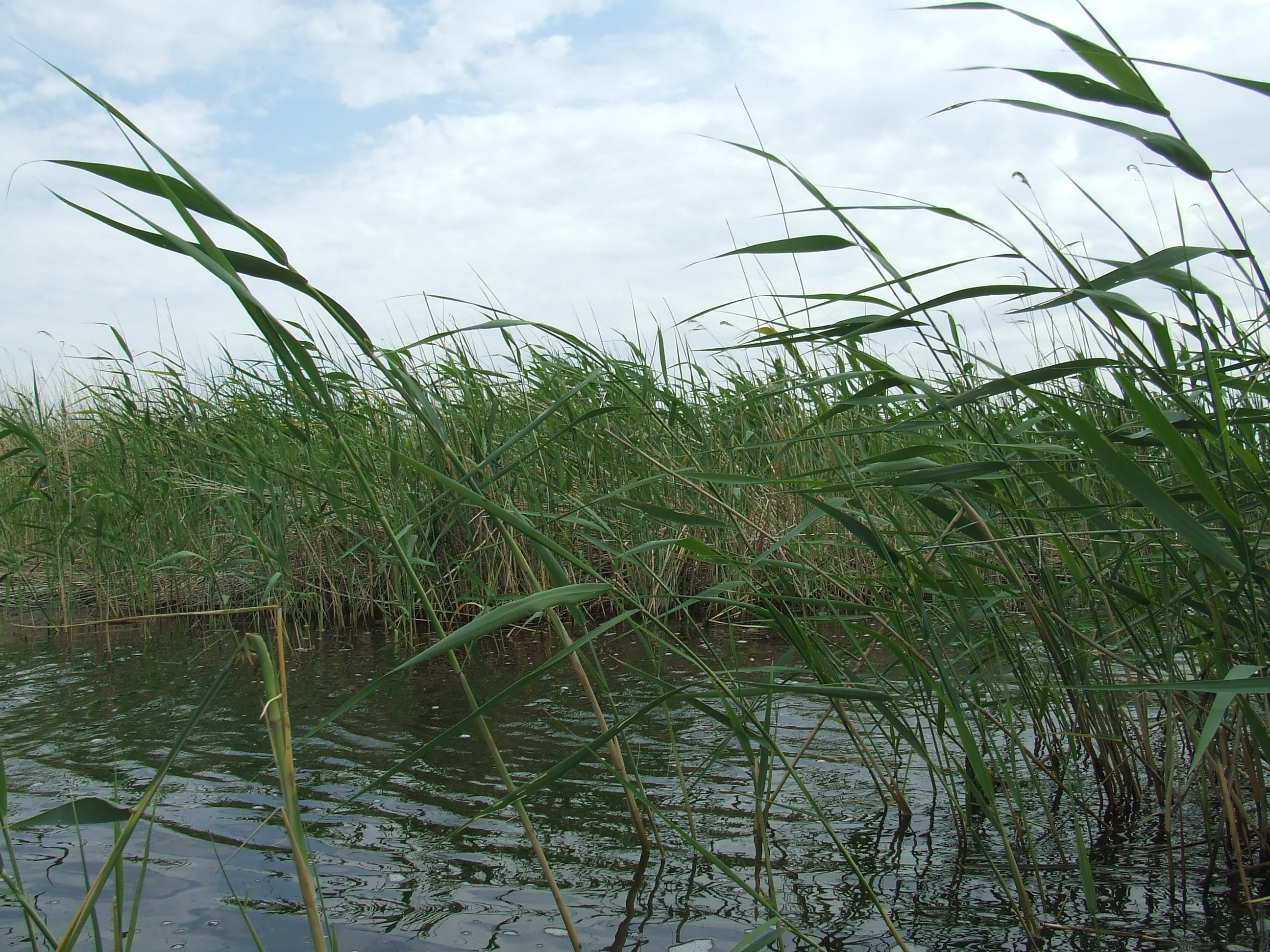
Азанколь в зарослях

Озеро Азанколь имеет округлую форму, слегка сжатую с юго-запада на северо-восток. Ширина 800 метров, длина 1200 метров. Максимальная глубина около 3 метров, средняя глубина 1,7 метров. Склоны к воде плавные. Притоков и истоков нет.
Цветение воды (иногда значительное) наблюдается в начале июля, редко в середине июня.

## Историческая справка
Ледник, наступающий с севера, создал подпор рек Обь-Иртышского бассейна. По этой причине образовалось гигантское пресное море. Впоследствии в результате испарения это море распалось на ряд крупных озёр.
В дальнейшем крупные озёра частично усохли, частично распались на мелкие, с различной степенью минерализации. Одним из этих озёр и стало озеро Азанколь.

## Животный и растительный мир

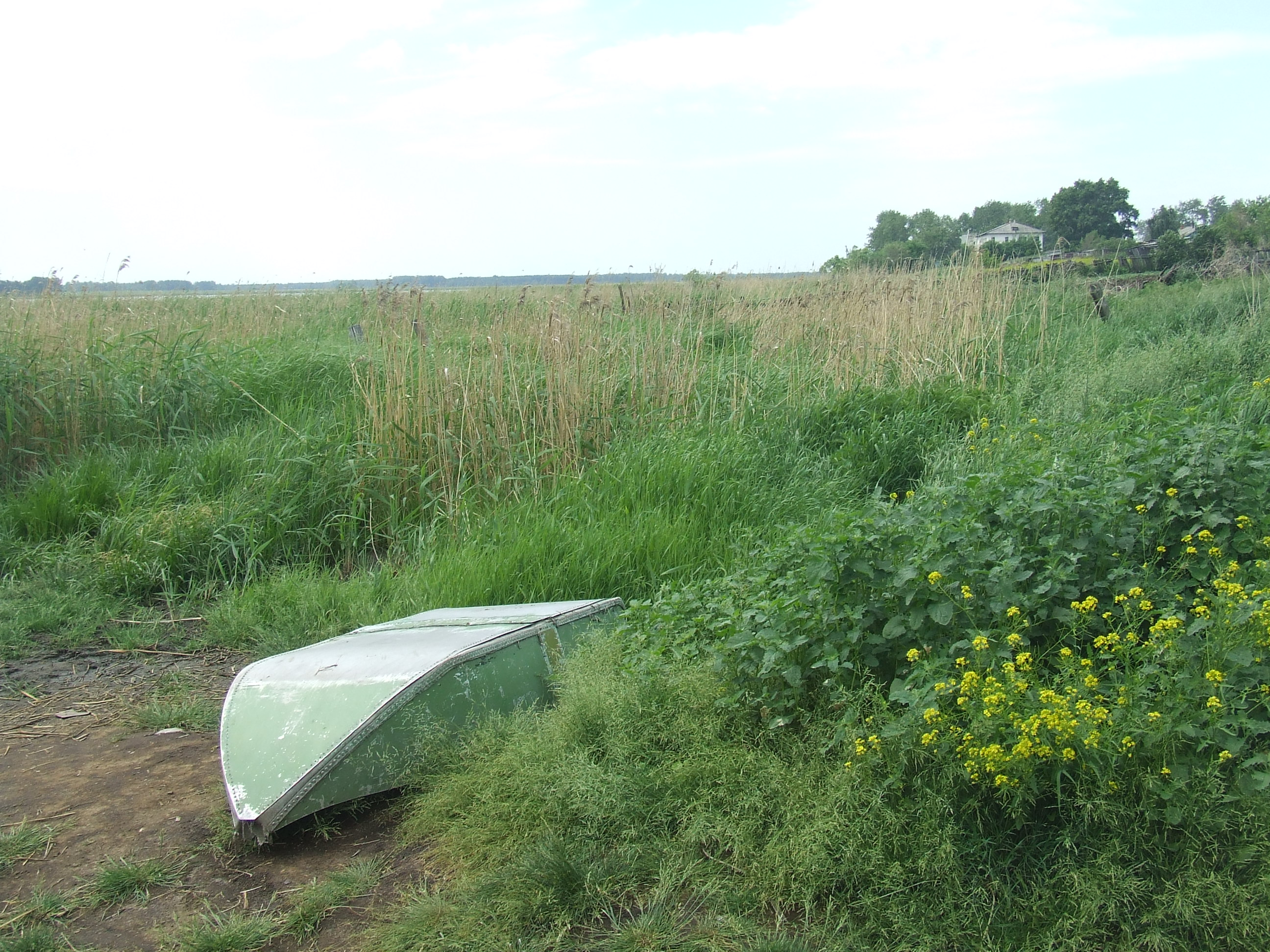
Азанколь берег

Рыбы — золотой и серебряный карась, озёрный гольян, очень редко попадает окунь — в суровые зимы он не выживает. Животное население озера представлено также прудовиками, стрекозами, плавунцами и т. д.
Орнитофауна представлена чайками и птицами водно-болотного комплекса — утками и гусями.
Водная растительность — у самого уреза воды встречается подорожник. Далее в самой воде идет зона камыша и тростника. Они образует зону вокруг озера в длину около трёх-пяти метров. Наиболее распространенными представителями надводной и подводной растительности являются роголистник, ряска и другие.